# Clyde Walkway

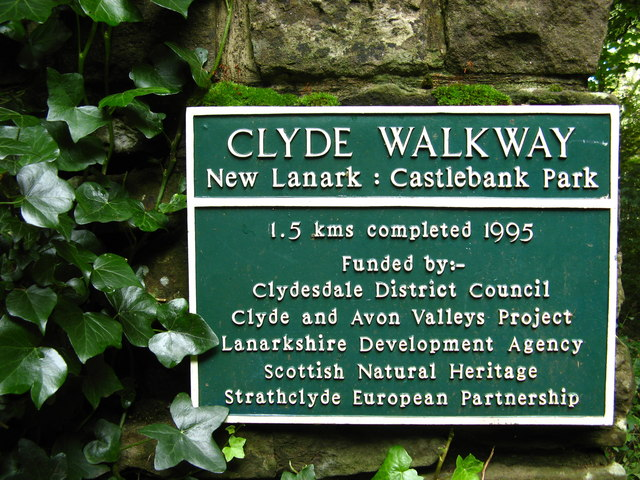

De Clyde Walkway is een langeafstandswandelpad (Great Trail) in Schotland. Het pad werd gecreëerd in 2005, is 65 kilometer lang en loopt van Glasgow tot New Lanark.